# Ómicron Velorum
Ómicron Velorum (ο Vel / HD 74195 / HR 3447) es una estrella de la constelación de Vela. Recibe el nombre tradicional, poco utilizado, de Xestus, del griego Ξηστως (Xestos), nombre de la deidad de las corrientes marinas que ayudó a guiar al navío Argo durante su viaje.
Ómicron Velorum es la estrella más brillante del cúmulo abierto IC 2391, llamado también cúmulo de Ómicron Velorum. Situado a unos 500 años luz del sistema solar, IC 2391 es un cúmulo joven cuya edad se estima en unos 40 o 50 millones de años.

## Características
Ómicron Velorum es una subgigante blanco-azulada de tipo espectral B3IV con una temperatura de 14.800 K.
Su luminosidad es 2550 veces mayor que la del Sol, siendo su radio 7,2 veces más grande que el radio solar.
Tiene una masa siete veces mayor que la masa solar y una edad aproximada de 40 millones de años.
Su velocidad de rotación proyectada —límite inferior de la misma— es de 40 km/s.
Catalogada inicialmente como una variable Beta Cephei, actualmente se considera que Ómicron Velorum es una «variable pulsante lenta» (SPB) similar a 53 Persei o 53 Piscium.
Su brillo varía entre magnitud +3,55 y +3,67 a lo largo de un período de 2,779 días.
Debido a la precesión de la Tierra, esta estrella marcará el polo sur celeste aproximadamente en el año 9600 de nuestra era.